# Denis O'Sullivan
Denis O'Sullivan (Cork, 3 november 1948) is een professioneel golfer uit Ierland.

## Amateur
O'Sullivan is lang amateur gebleven en zat in het nationale team in 1976-1977, 1985-1989 en in 1991. Verder werkte bij een bank.

### Gewonnen
- 1985: Irish Amateur Championship
- 1990: Irish Amateur Stroke Play Championship.

## Professional
O'Sullivan werd pas professional in 1997, toen hij bijna vijftig was, net nadat hij zijn spelerskaart op de Tourschool in 1997 haalde. Sindsdien speelt hij op de Europese Senior Tour, waar hij zes overwinningen heeft behaald. In 2000 haalde hij de 3de plaats op de Order of Merit, daarnaast heeft hij nog in de top-10 gestaan in 1998, 2002, 2003 en 2005.

### Gewonnen

#### Europese Senior Tour
- 2000: Dan Technology Senior Tournament Of Champions, Abu Dhabi Seniors Tour Championship,
- 2001: Palmerston Trophy Berlin, STC Scandinavian International
- 2002: Tunisian Seniors Open.
- 2005: DGM Barbados Open

#### Teams
- Praia D'el Rey European Cup: 1998